# Cosmo Park
Cosmo Park ist ein Stadtviertel in der indonesischen Hauptstadt Jakarta.

## Lage
Cosmo Park liegt im Distrikt Tanah Abang in der Stadt Zentraljakarta. Innerhalb von Tanah Abang liegt Cosmo Park in der kelurahan (Stadtgemeinde) Kebon Melati. Das Stadtviertel befindet sich auf dem 1,2 Hektar großen Dach der neunstöckigen Shopping-Mall Thamrin City Mall. Die wenig exklusive Mall ist Bestandteil des Jakarta City Center, eines Komplexes aus Büros, Apartments, Einkaufs- und Unterhaltungsmöglichkeiten. Zwei Wolkenkratzer mit Apartments rahmen Cosmo Park ein. Das Stadtviertel besteht aus 78 zweigeschossigen, einheitlich konstruierten Häusern, die in fünf Blöcken angeordnet sind. Es liegt unmittelbar am östlich angrenzenden Waduk Kebon Melati, einem künstlichen See.

## Geschichte
Das Stadtviertel wurde 2009 errichtet. Bauherr war die Agung Podomoro Group, Indonesiens größtes Wohnungsunternehmen. Ausführende Baugesellschaft war PT Jakarta Realty, ein Joint Venture zwischen Agung Podomoro und der staatlichen Gesellschaft Jakpro. Laut Bauherr war die Errichtung des Viertels bereits Bestandteil der ursprünglichen Planung für das Jakarta City Center. Die Miete pro Haus betrug 2019 25 Millionen Rupiah pro Monat, etwa 1560 Euro.
Für die Bevölkerung Jakartas existierte Cosmo Park seit seiner Errichtung weitgehend im Verborgenen, bis im Juni 2019 ein malaysischer Nutzer einer Kameradrohne auf Twitter ein Luftbild der Wohngegend veröffentlichte. Im Anschluss griffen diverse Medien die ungewöhnliche Lage des Stadtviertels auf.

## Einrichtungen
In Cosmo Park gibt es ein öffentliches Schwimmbecken, einen Tennisplatz, eine Wäscherei und einen Mini-Supermarkt. Die Häuser verfügen, eine Seltenheit im notorisch an Platzmangel leidenden Jakarta, über Gärten. Das Viertel verfügt wie ebenerdige Stadtviertel über ein normales Straßensystem und ist über eine Rampe an die Verkehrsader Jalan Kebon Kacang Raya angeschlossen. Der Zugang zum Viertel ist durch Schließanlagen limitiert, die mit einer speziellen Karte zu bedienen sind. Ein Zaun umgibt das Viertel, um ein versehentliches Hinabstürzen der Bewohner zu verhindern.